# Region Ségou
Region Ségou – jeden z 8 regionów w Mali, znajdujący się w centralnej części kraju.

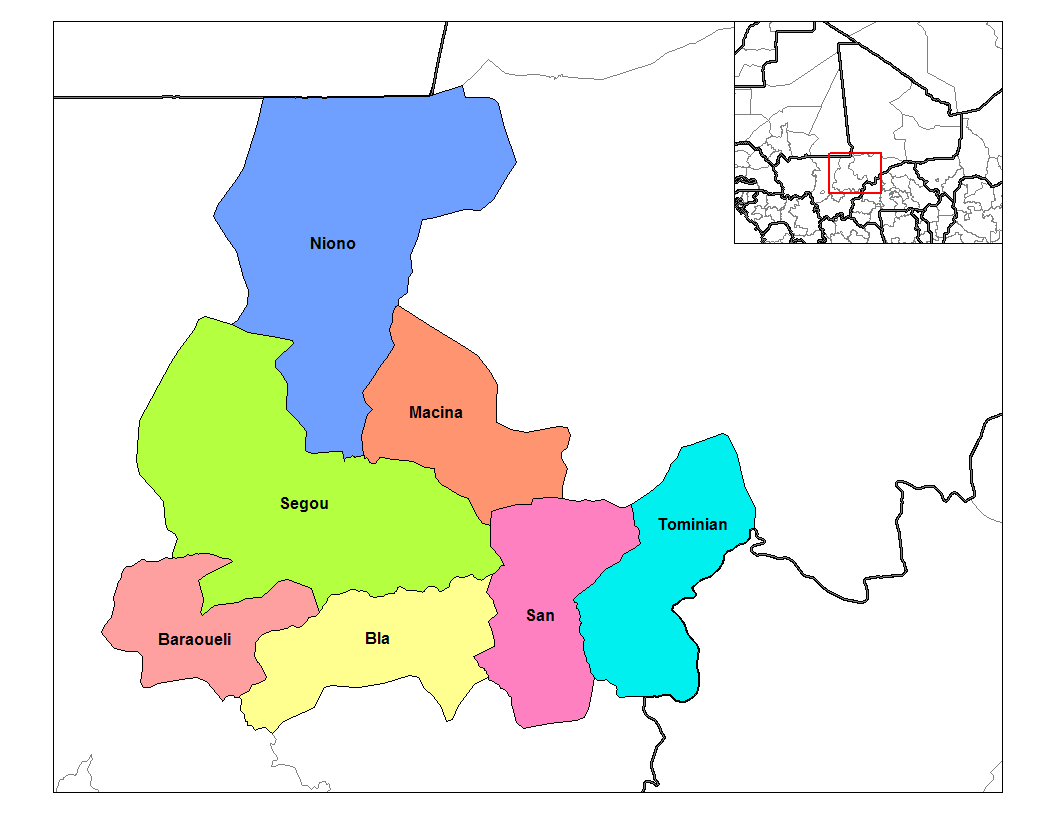
Okręgi regionu Ségou